# Автомагістраль А38 (Франція)
Автомагістраль A38 — безкоштовна автомагістраль у Кот-д'Ор, Франція. Дорога пролягає між автомагістраллю A6 у Пуї-ан-Осуа до Діжона.